# ユーロスプリンター

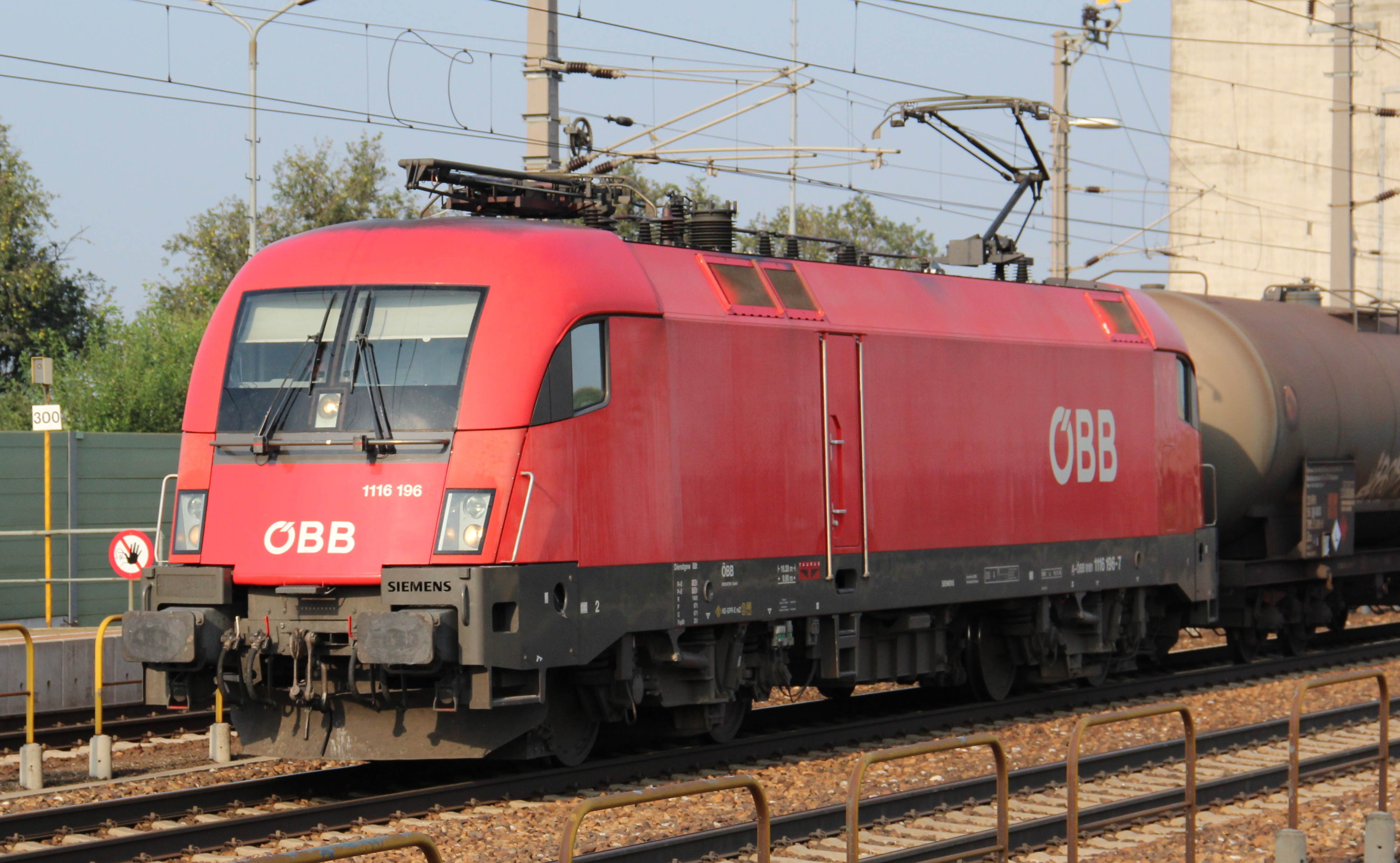
オーストリア国鉄1116形「タウルス」

ユーロスプリンター（EuroSprinter）は、ドイツ・シーメンスが製造し、ヨーロッパの鉄道事業者に幅広く採用されている、セミオーダーメイド型の汎用電気機関車の名称である。

## 概要
従来の電気機関車は、鉄道事業者のニーズに合わせて製造されたオーダーメイドの機関車が主流であったが、「ユーロスプリンター」は、基本的な仕様を予め複数定めておいた上で、搭載する電気機器類は極力モジュール化を行い、多種多様のユーザニーズに容易に対応できる構成としたセミオーダーメイド型の電気機関車である。1992年にシーメンスとクラウス＝マッファイ（当時）によって開発された。
その背景としては、1980年代後半の各国鉄道事業者の深刻な経営難により、従来の機関車の置き換え用としての汎用性の高い機関車が求められていたことがあげられる。汎用化と仕様共通化で、大量生産による製造コスト引き下げと保守部品の共通化などによるメンテナンスコスト低減が期待された。電気機器類の組み合わせにより、重貨物用から高速旅客用まで単一の基本仕様で対応できるような機関車となっている。制御機器はインバータ制御を採用している。パワーエレクトロニクス技術の発展により、機器類の小型化・軽量化が実現したことも、このような汎用型機関車の大量生産を可能にした。
当初はドイツ連邦鉄道（西ドイツ国鉄）向けに、120形（多目的機として開発されたが、トラブルが頻発していた）に代わって、重貨物用から高速旅客用まで幅広く対応する多目的電気機関車として開発されたものである。しかし、開発は順調ではなく、その後ドイツ鉄道は旧来通り使用目的別に電気機関車を運用する方針に転換したため、多目的機としての開発は頓挫した。一方で、開発中の機関車は貨物用として発注されることとなり、その後、使用目的に応じて電気機器類をカスタマイズする方向に転換し、現在に至っている。
同様のコンセプトで開発された電気式ディーゼル機関車は、「ユーロランナー」(EuroRunner)の名称を持つ。

## 基本型
各国の全国規模の事業者のほか、多くの民間鉄道事業者が使用している。自社で保有・運用している場合もあるが、MRCE Dispolok社（三井物産系列の機関車リース会社、旧Siemens Dispolok社）のような鉄道車両保有会社からリースして運用している鉄道事業者も多い。
軸数はいずれも4動軸で、軸重は約21 tである（ヨーロッパの幹線鉄道線路は多くの場合、軸重22.5 tまで許容されている）。
型名の命名規則は、「ES」+「出力」+「用途」+「対応電源数」による。ESは「EuroSprinter」の略で、出力は「64」ならば 定格出力6,400 kWを意味する。用途は「P」は旅客用（Passenger）、「F」は貨物用（Freight）、「U」は汎用（Universal）を意味する。対応電源数は「2」は2電源対応、「4」は3電源または4電源対応で、単電源対応の場合は数字は付かない（ただし例外あり）。

### ES64P

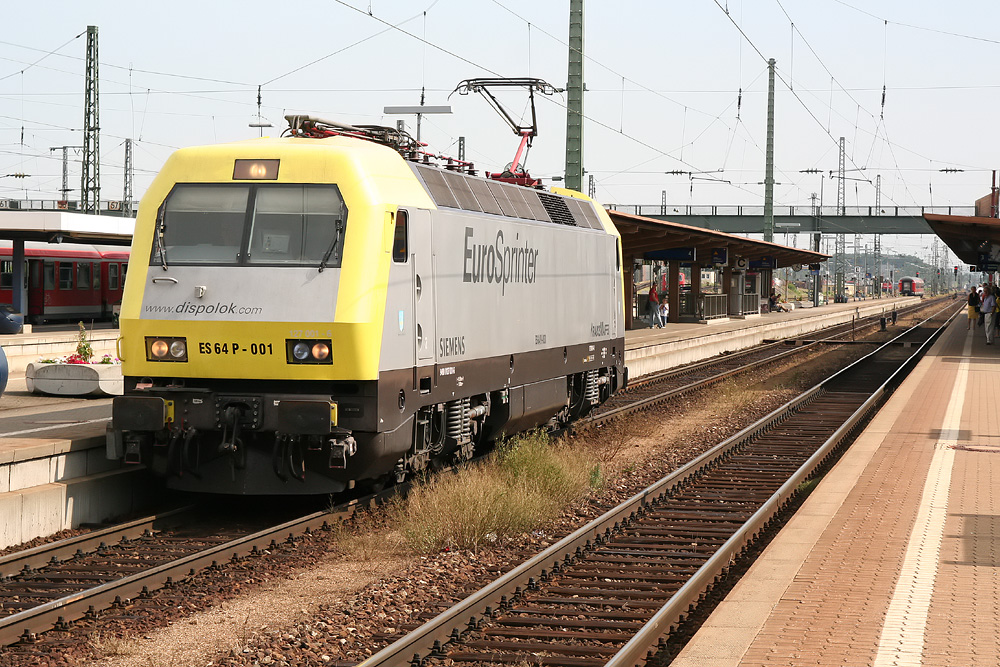
ドイツ鉄道127形（ES64P）

単電源対応の旅客用電気機関車。交流15 kV/16.7 Hz対応で、最高速度230 km/h。プロトタイプとして1両だけが存在。ドイツ鉄道で127形として試験運用された。

### ES64U2

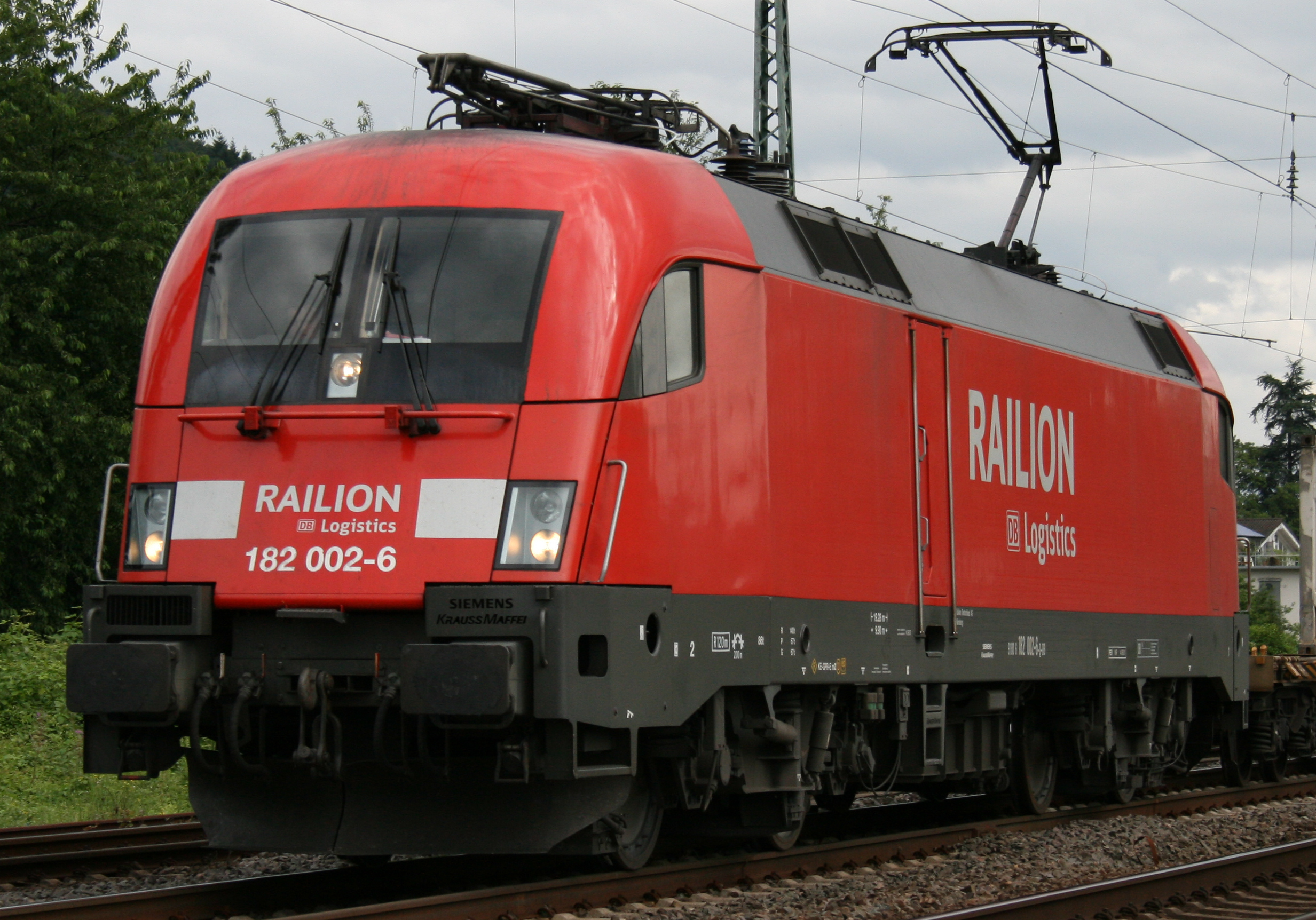
ドイツ鉄道182形（ES64U2）

2電源対応の汎用電気機関車。交流15 kV/16.7 Hzと交流25 kV/50Hz対応で、最高速度230 km/h。曲線的な前面形状を有する。最初の投入先となるオーストリア国鉄で「タウルス」（Taurus）の愛称が付与された後、ES64U2・U4各型の愛称として広まった。
- ドイツ鉄道 182形 - 貨物部門のレイリオン向け
- オーストリア国鉄 1016形 - 交流15 kV/16.7 Hzのみに対応の出力6,400 kw。全長19.28 m、重量86 t。
- オーストリア国鉄 1116形 - 1016形をハンガリー、スロバキアの電化方式対応とするため、2電源対応（交流15 kV・交流25 kV対応）としたもの。最高速度230 km/h。
- ハンガリー国鉄 1047形
- GySEV（オーストリア・ハンガリーの私鉄） 1047形
- MRCE Dispolok ES64U2

### ES64U4

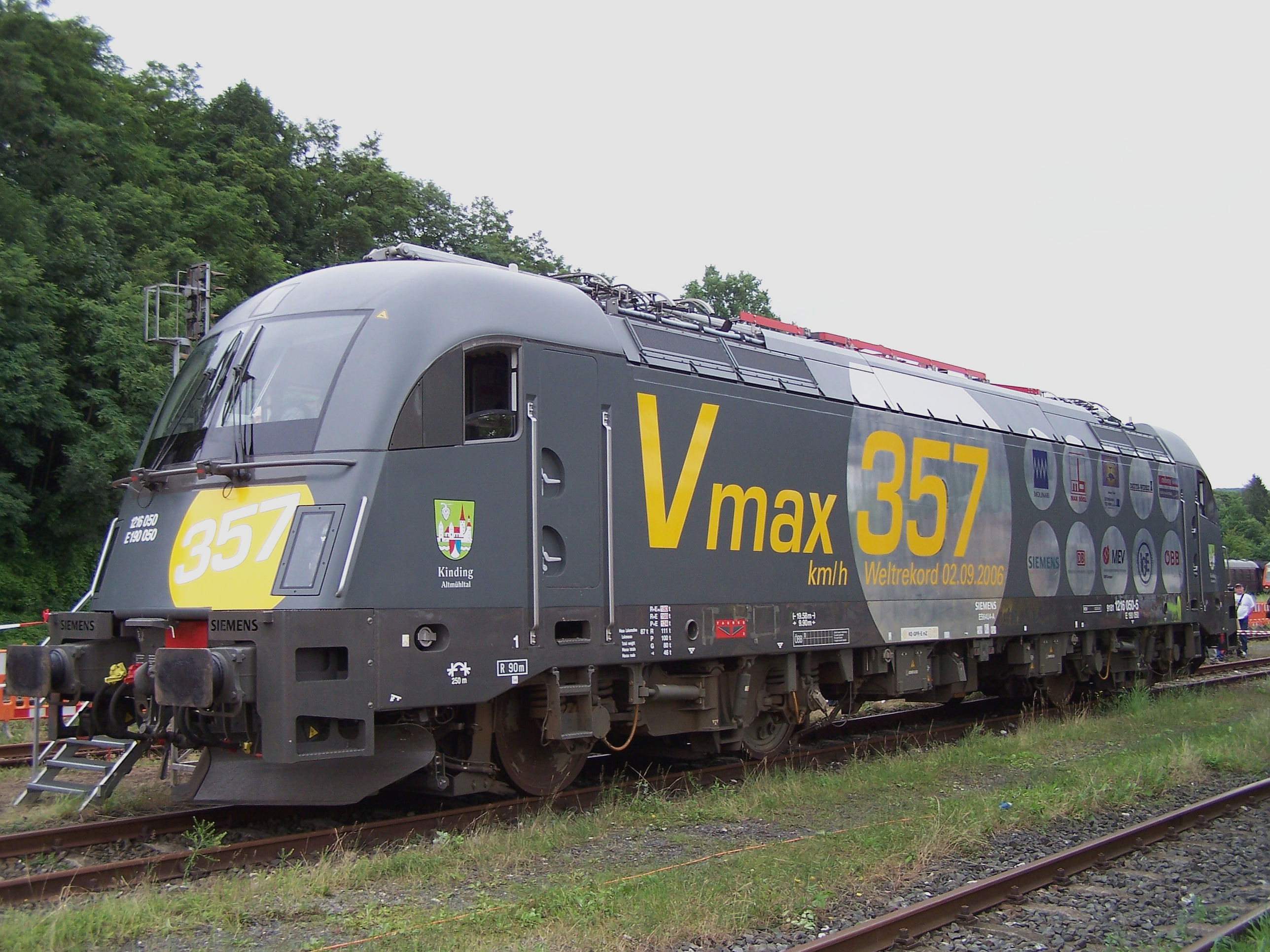
オーストリア国鉄1216形（ES64U4）の最高速度記録達成機

3電源対応の汎用電気機関車。交流15 kV/16. 7Hz・交流25 kV/50 Hz・直流3,000 V対応で、最高速度230 km/h。ES64U2と同様の曲線的な前面形状を有する。
- オーストリア国鉄 1216形 - 2006年9月2日、1216 050号機が汎用の電気機関車としては世界最速となる無改造で357 km/hの記録を出している[1]。
- スロベニア鉄道 541形
- ポーランド国鉄 EU44形

### ES64F

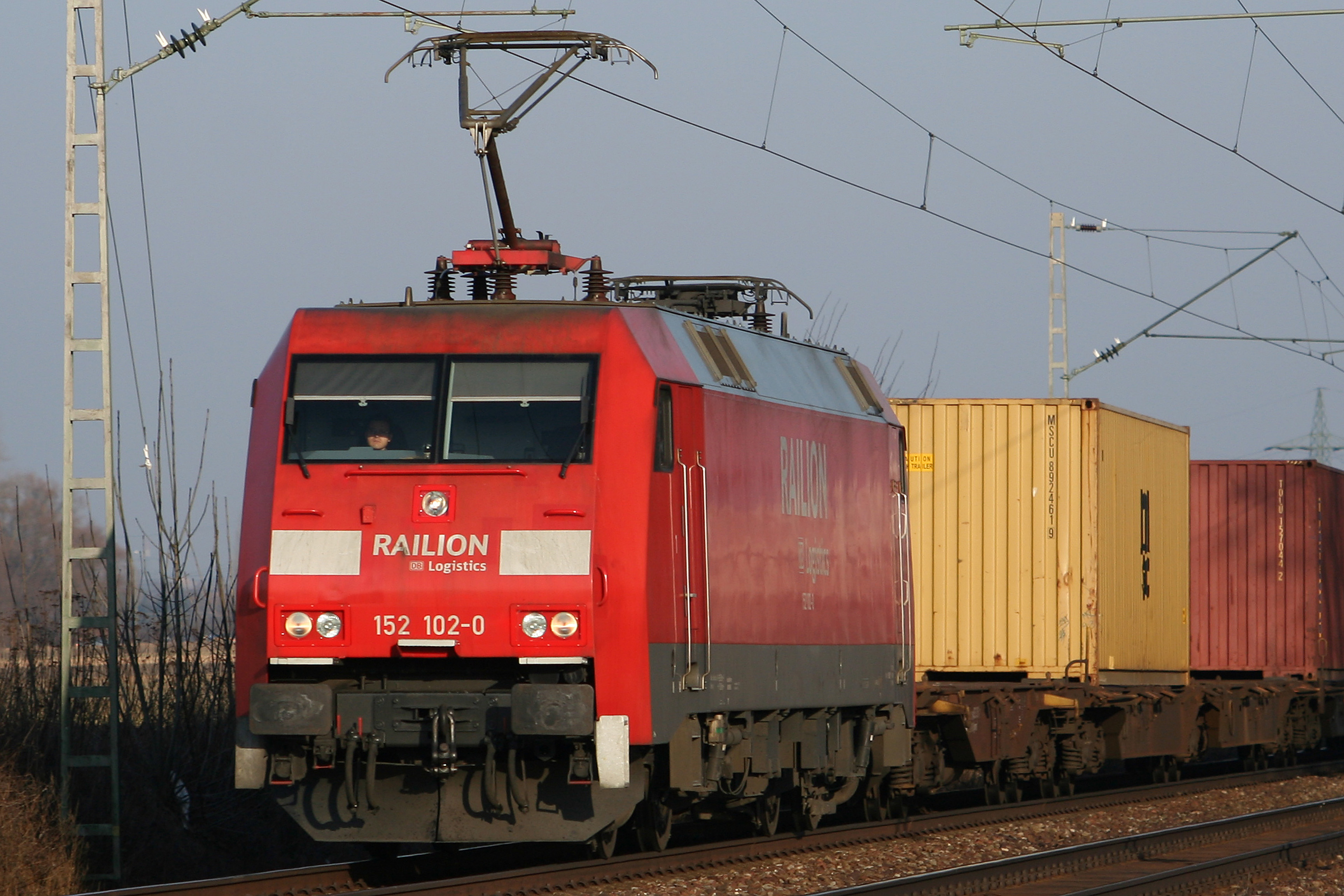
ドイツ鉄道152形（ES64F）

単電源対応の貨物用電気機関車。交流15 kV/16.7 Hzのみ対応で、最高速度140 km/h。
- ドイツ鉄道 152形 - 貨物部門のレイリオン向け

### ES64F4

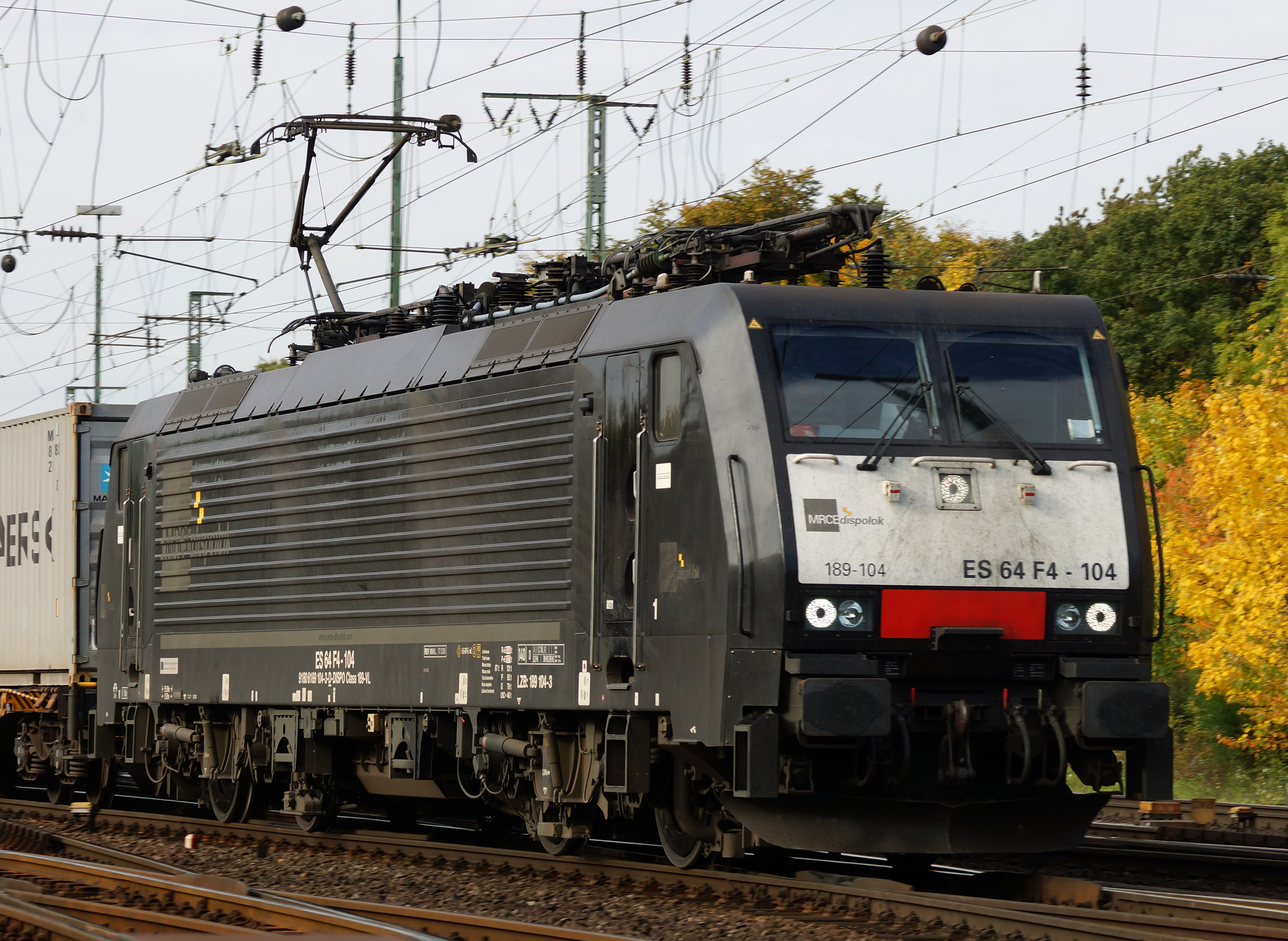
MRCE DispolokのES64F4

4単電源対応の貨物用電気機関車。交流15 kV/16.7 Hz・交流25 kV/50 Hz・直流1,500 V対応・直流3,000 V対応で、最高速度140 km/h。
- ドイツ鉄道 189形
- オーストリア国鉄 E189形
- スイス国鉄 Re474形

## 派生型
- 韓国鉄道公社 8100形 - 交流25 kV/60 Hzのみ対応で、出力5,200 kW。大宇重工業によるライセンス生産。
- 韓国鉄道公社 8200形 - 交流25 kV/60 Hzのみ対応で、出力5,200 kW。現代ロテムによるライセンス生産。
- ACS-64 - アメリカ合衆国のアムトラック向けの機関車。アメリカ国内のシーメンス工場で現地生産。